# Onthophagus yeyeko
Onthophagus yeyeko là một loài bọ cánh cứng trong họ Bọ hung (Scarabaeidae).